# Amvrosij (Poljanskij)
Svatý Amvrosij (světským jménem: Alexandr Alexejevič Poljanskij; 12. listopadu 1878, Pitelino – 20. prosince 1932, Suzak) byl ruský duchovní Ruské pravoslavné církve, biskup podolskokamenecký a braclavský a mučedník.

## Život
Narodil se 12. listopadu 1878 ve vesnici Pitelino Tambovské gubernie (dnes Rjazaňská oblast) v rodině kněze se starobylého kněžského rodu.
Navštěvoval farní školu a Šacké duchovní učiliště. Roku 1899 dokončil Tambovský duchovní seminář a nastoupil na Kazaňskou duchovní akademii. Roku 1901 přijal mnišský postřih a diákonské svěcení. Následující rok byl rukopoložen na jeromonacha. Po dokončení akademie se stal profesorem Kyjevské duchovní akademie a bratrem Kyjevskopečerské lávry.
Roku 1906 byl povýšen na archimandritu a jmenován rektorem akademie.
Dne 22. října 1918 byl vysvěcen na biskupa vinnyckého a vikáře podolskokamenecké eparchie. Po renovačním schizmatu arcibiskup podolskokamenecký Pimen (Pegov) uznal renovační Vyšší církevní správu a vybídl biskupa Amvrosija, aby tak učinil také, což odmítl a stal se dočasným správcem eparchie. Spolu s biskupem Velerianem (Rudyčem) se postavili proti renovačnímu hnutí, za což byli roku 1923 zatčeni. Amvrosij byl vyhoštěn do města Vinnycja a stejného roku byl znovu zatčen. Byl obviněn ze skrývání šesti důstojníků a jejich vysvěcení na kněze. Musel odejít do Charkova a následující rok do Moskvy.
V Moskvě pobýval v Donském monastýru, kde na schůzi biskupů odmítl smíření s renovacionisty. Kázal v moskevských chrámech a vysvětil na kněze bývalé důstojníky carské armády. Roku 1924 byl zatčen a vězněn 10 dní. Dne 12. dubna 1925 se zúčastnil pohřbu patriarchy Tichona a podepsal akt přenesení nejvyšší církevní moci na metropolitu krutického Petra (Poljanského). Stejného roku se stal správcem podolskokamenecké eparchie, ale do eparchie nedorazil, jelikož byl zatčen a vězněn ve věznici Butyrka. Dne 21. května 1926 byl zasedáním OGPU odsouzen za protisovětskou aktivitu ke třem letům v pracovním táboře. Spolu s arcibiskupem chersonským Prokopijem (Titovem) byl poslán do Soloveckého tábora zvláštního určení.
Dne 30. listopadu 1928 byl vyhoštěn do Uralské oblasti, kde žil s arcibiskupem Prokopijem. V dubnu 1929 byli vezněni v Tobolsku a poté žili ve vyhnanství ve městě Obrodsk. V letech 1929–1931 pobýval také ve vesnici Šuryškary.
Dne 30. července 1931 byl opět s arcibiskupem Prokopijem zatčen a obviněn z dopisování si s metropolitou Petrem (Poljanským), který se nacházel v exilu. Dne 14. prosince byli odsouzeni k vyhnanství v Kazašské autonomní sovětské socialistické republice. V září 1932 byl poslán do vesnice Suzak. Cesta do Suzaku přes hory jej vyčerpala a po týdnu 20. prosince zemřel v místní nemocnici.

## Kanonizace
Svatořečen byl Ruskou pravoslavnou církví v srpnu 2009 a zároveň byl zařazen do Sboru všech novomučedníků a vyznavačů ruských.